# Félix Mercader
 (juillet 2022).
Félix Mercader, né à Perpignan (Pyrénées-Orientales) le 30 avril 1892 et mort le 11 mars 1949, est un homme politique français.

## Biographie
Félix Mercader fait ses études au collège de Perpignan (Lycée François-Arago, établissement a qui il fera construire un nouveau campus sur les rives de la Basse en devenant maire de Perpignan) et s'oriente vers la profession d'architecte.
Issu d'une vieille famille catalane, Félix Mercader est resté attaché au Roussillon. Il a écrit de nombreux articles et divers ouvrages sur le canal de Bohère, la Tour de la Massane et de Madeloch.
Combattant en 1914, il est gravement blessé à une jambe. À peine rétabli, il retourne au front comme volontaire et se voit attribuer la Croix de guerre. En 1935, il est élu conseiller municipal sur la liste socialiste de Jean Payra et assure tour à tour les fonctions d'administrateur-président de l'Union Fédérale des Anciens Combattants, président du syndicat des Architectes de Perpignan et administrateur des colonies de vacances du camp La Mauresque à Port-Vendres (devenu l'Institut Médico-Educatif La Mauresque).
Opposé au régime de Vichy au moment de sa formation, Félix Mercader entre dans la Résistance dès 1940, ce qui lui vaut d'être obligé de fuir de Perpignan à trois reprises pour échapper aux poursuites de la police vichyssoise et de la Gestapo.
Désigné par le Comité français de la Libération nationale comme maire de Perpignan en août 1944, il prend part à la bataille qui libèrera la ville. Il est confirmé dans ses fonctions le 5 septembre 1944. Il est réélu le 18 mai 1945 et, en dernier lieu, le 26 octobre 1947.
Félix Mercader était membre de la SFIO. Délégué à l'Aviation Populaire des Pyrénées-Orientales, il a reçu à 47 ans son brevet de pilote-aviateur quelques jours après son fils, Henry Mercader. Il était président de l'Aéro Club du Roussillon.
Il a favorisé la création de nouveaux squares et jardins publics, ainsi que l'idée d'installer sur la place de la Loge à Perpignan, un des chefs-d'œuvre du sculpteur Maillol.
Il meurt le 11 mars 1949 avant que ne soient terminés le nouveau projet fontinal et l'achèvement du lycée Arago. Le 13 juin 1949, la ville de Perpignan lui rend hommage en renommant le boulevard des Albères en boulevard Félix Mercader.

## Sources
- Archives familiales Geneviève et Claude Mercader
- Le Républicain du Midi no 61 du samedi 12 mars 1949
- Nouvelle histoire du Roussillon, Trabucaire éditions - 1999
- Archives de la Mairie de Perpignan